# Maleque Xá I
Jalal Adaulá Muiz Adunia Ualdine Abulfate ibne Alparslano (em persa: معزالدنیا و الدین ملکشاه بن محمد الب ارسلان قسیم امیرالمومنین; romaniz.: Jalāl al-Daula Mu'izz ad-Duniā Ua'l-Din Abu'l-Fatḥ ibn Alp Arslān, melhor conhecido somente como Maleque Xá I (em persa: ملكشاه; em turco: I. Melikşah; m 1092) foi sultão do Império Seljúcida de 1072 a 1092. O sultão participou pessoalmente de campanhas militares na Ásia Menor, tomando Aleppo e Antioquia, em cooperação com o imperador bizantino, Aleixo I Comneno, combatendo líderes turcos locais que até então tinham apoio do governante de Constantinopla. Para o historiador Peter Frankopan, a relação dos governantes de Bagdá e do Império Bizantino eram pragmáticas e respeitosas. 